# Bruder Klaus (Gerlafingen)

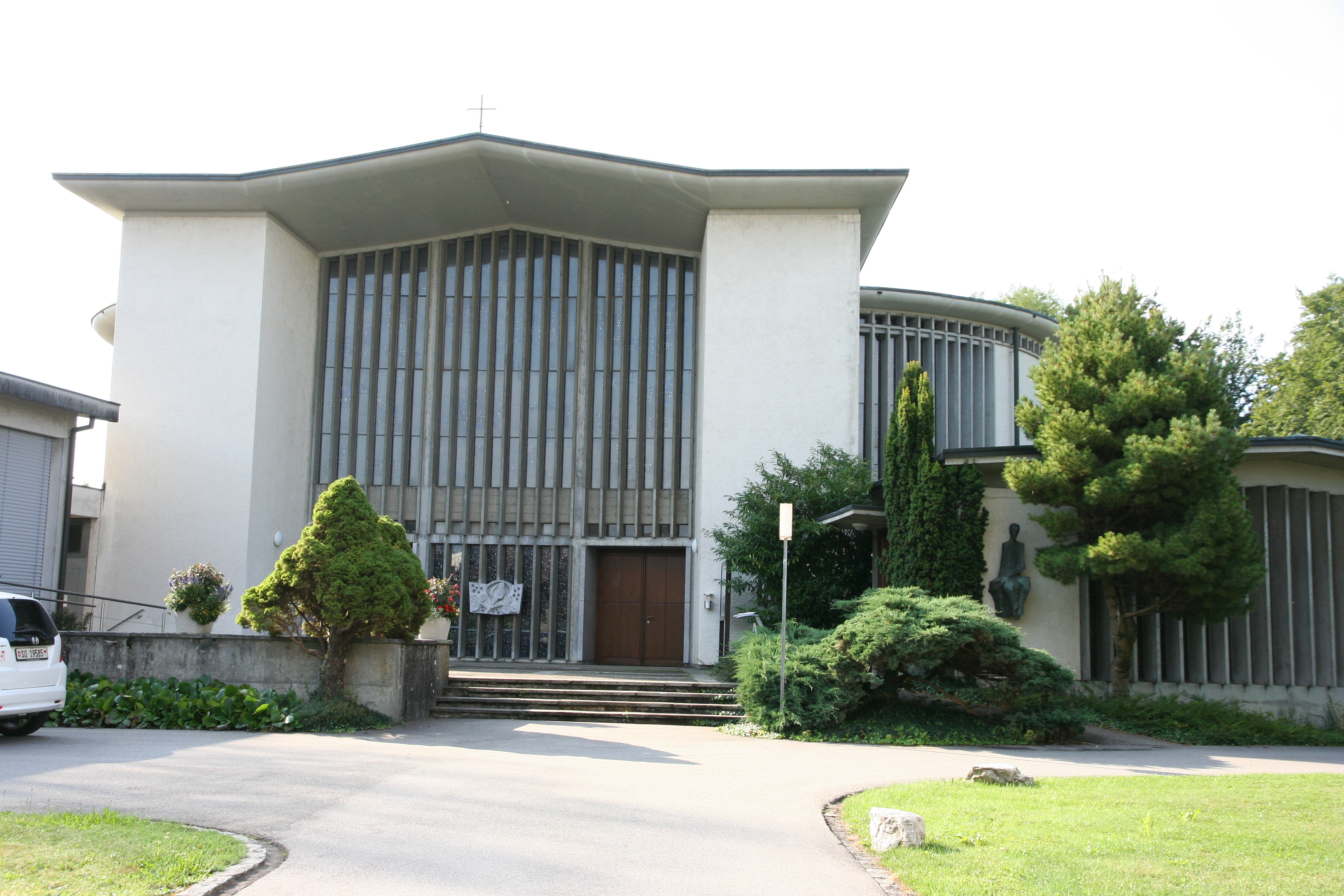
Kirche Bruder Klaus Gerlafingen

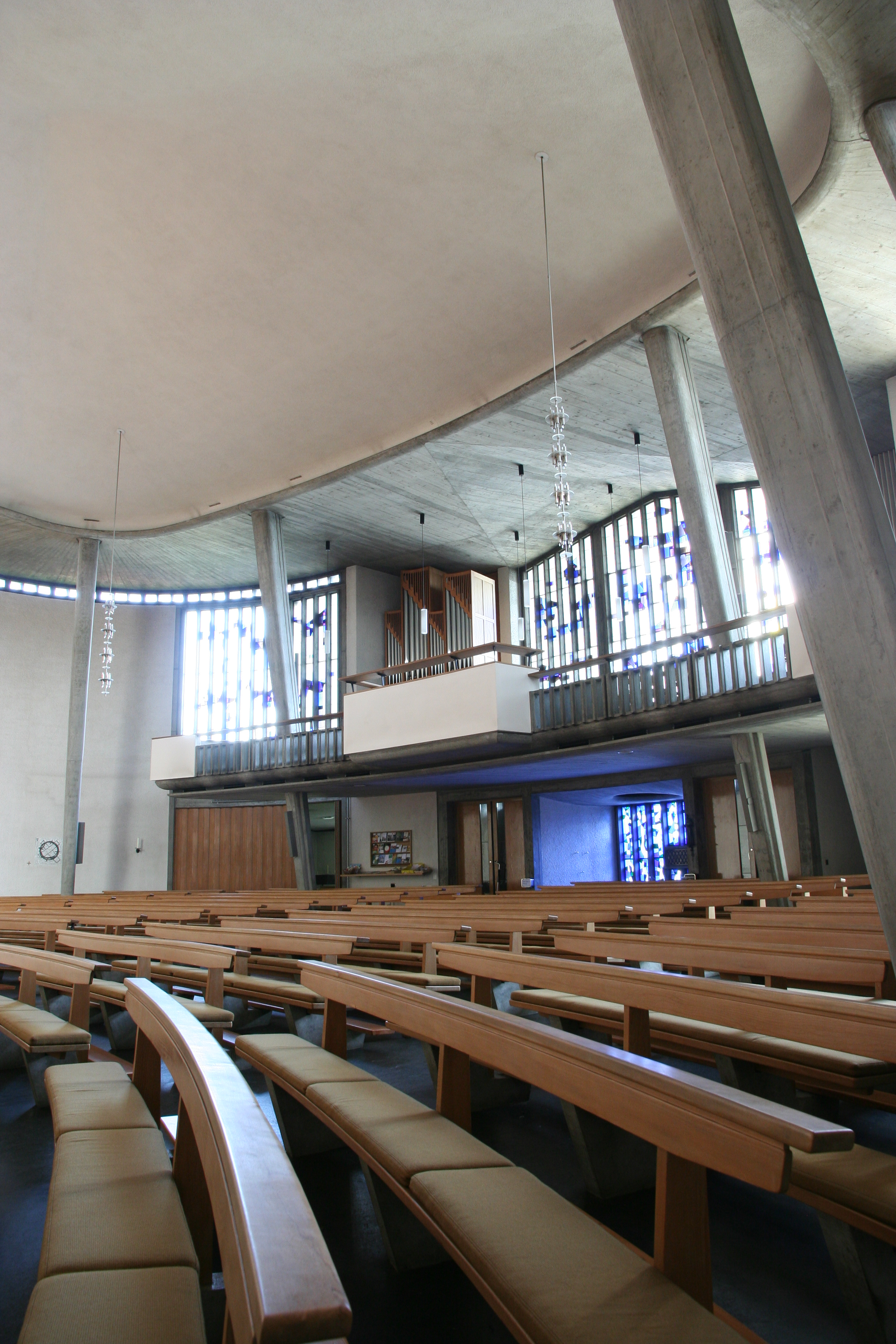
Innenansicht

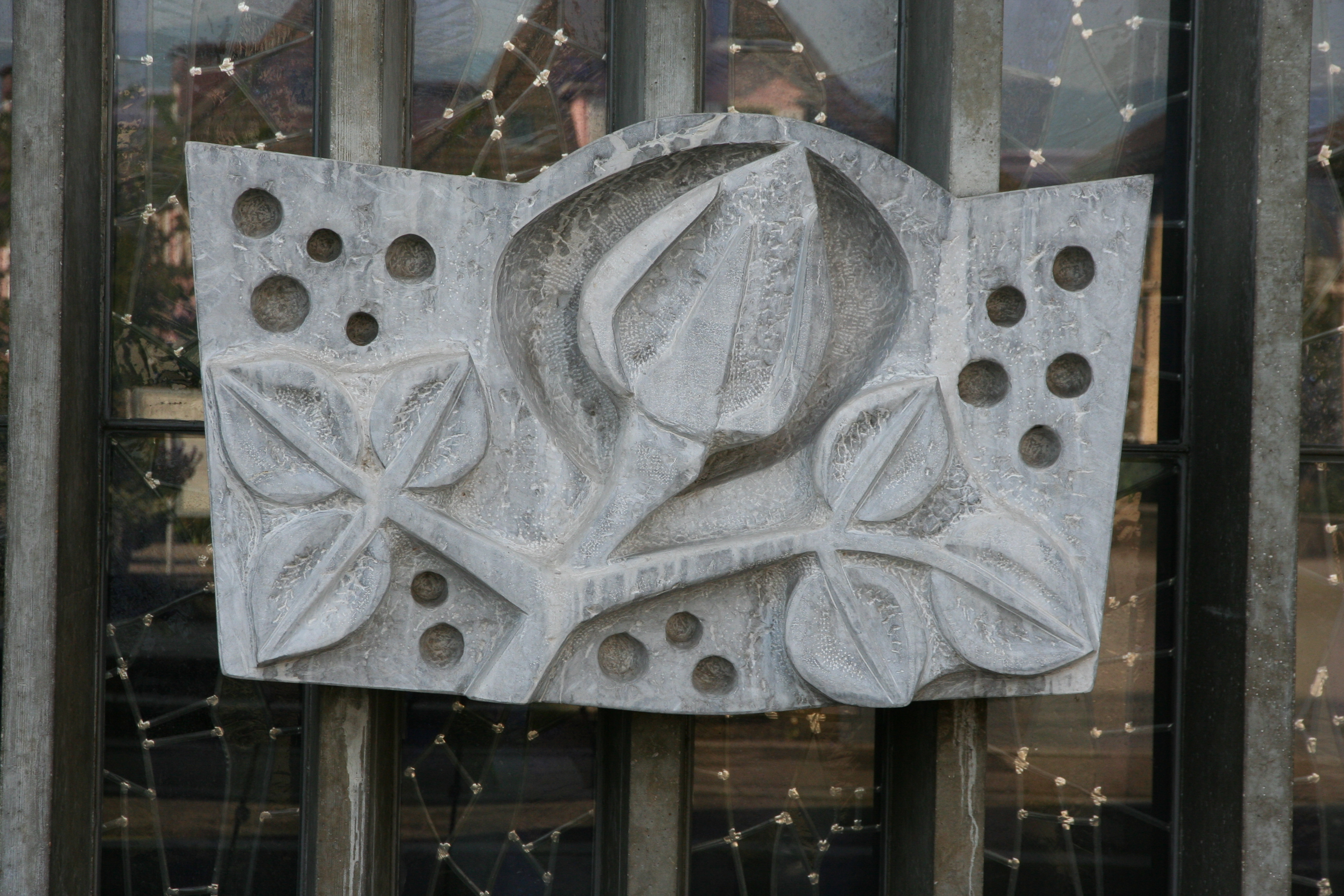
Rosa mystica von Albert Schilling im Aussenbereich

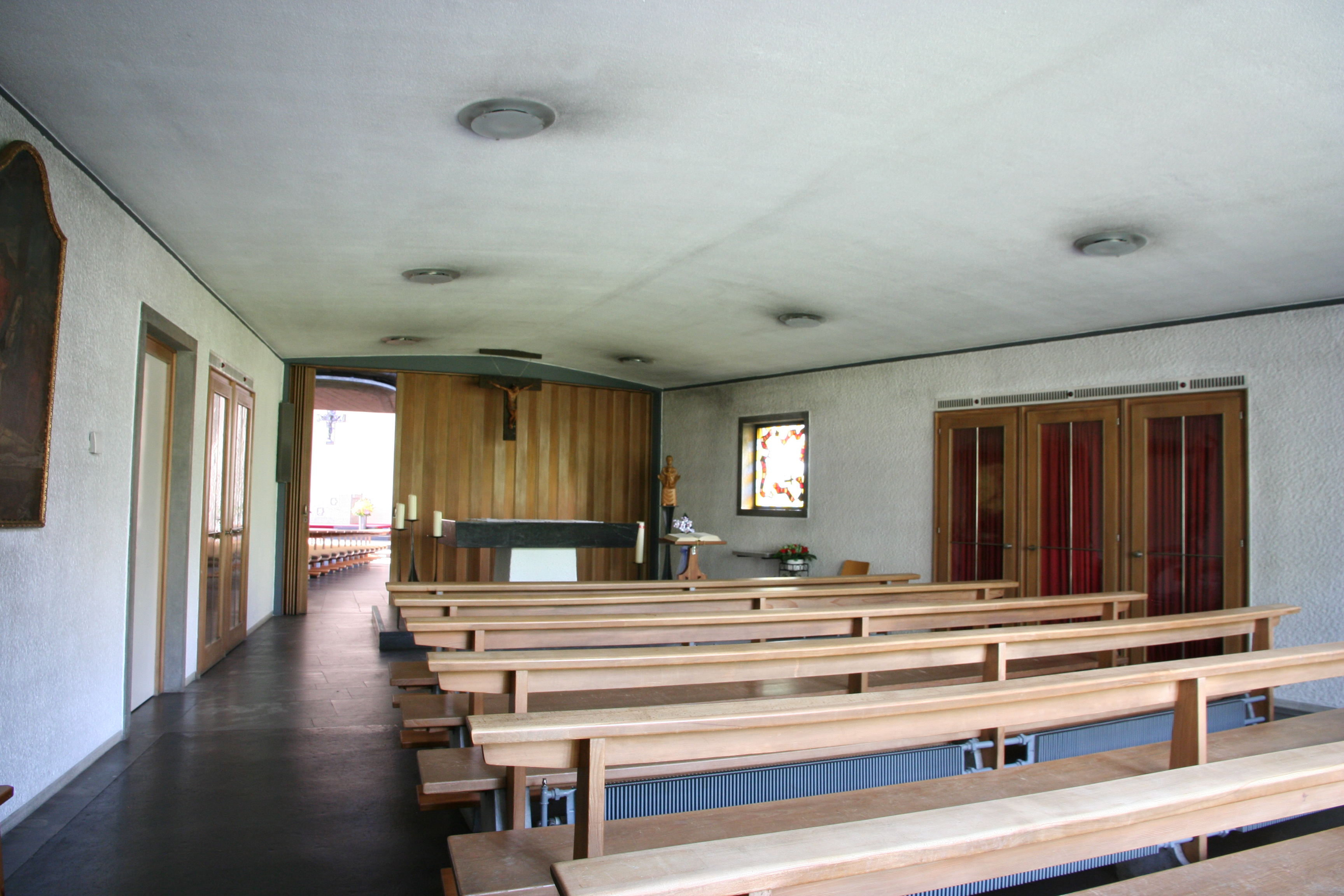
Werktagskapelle

Die Kirche Bruder Klaus ist die römisch-katholische Kirche von Gerlafingen. Erbaut wurde sie 1955–1956 durch den renommierten Kirchenarchitekten Fritz Metzger.

## Geschichte und Pfarreistruktur

### Vorgeschichte
Bereits in Urkunden aus dem 13. Jahrhundert wird Kriegstetten als eigenständige Pfarrei genannt. Im ausgehenden Mittelalter gehörte das ganze äussere Wasseramt zum Kirchspiel Kriegstetten; zu dieser Pfarrei gehörten die Orte Heinrichswil, Hersiwil, Horriwil, Recherswil, Oekingen, Halten, Kriegstetten selber, Obergerlafingen, Gerlafingen und Derendingen. Als 1472 die Pfarrei Hüniken aufgrund von finanziellen Schwierigkeiten aufgelöst werden musste, wurden auch die übrigen Gemeinden des äusseren Wasseramtes für einige Jahrzehnte der Pfarrei Kriegstetten zugeschlagen. 1528 wurde dann Hünikon wieder zu einer selbständigen Pfarrei ernannt. Im Zuge der Reformation verbot die Berner Obrigkeit das Feiern des katholischen Gottesdienstes in Kriegstetten. Deshalb mussten die Gläubigen von Kriegstetten und Umgebung, die nach der Reformation katholisch geblieben waren, fortan den Weg zur kleinen Kirche von Hünikon auf sich nehmen. Ab 1577 war es wieder erlaubt, auch in Kriegstetten katholische Gottesdienste abzuhalten. 1683 wurde die Pfarrei Aeschi als erste Tochterpfarrei von Kriegstetten errichtet. Hünikon wurde zusammen mit den übrigen Gemeinden des äusseren Wasseramtes dieser neu entstandenen Pfarrei zugeteilt.
Infolge der industriellen Entwicklung im 19. Jahrhundert zogen etliche Menschen auf der Suche nach Arbeit in die an der Emme gelegenen Gemeinden, die rasch zu Industriedörfern heranwuchsen, darunter Gerlafingen, Biberist und Derendingen. 1925 erhielt der Pfarrer von Kriegstetten vom Bischof den Auftrag, in Derendingen eine eigene Pfarrei aufzubauen. 1927 wurde hierfür ein eigener Seelsorger nach Derendingen geschickt. 1933 wurde die neue Kirche in Derendingen eingeweiht und die zugehörige Pfarrei als zweite Tochterpfarrei von Kriegstetten abgetrennt.

### Geschichte der Pfarrei
Am 24. April 1932 gründeten die Katholiken in Gerlafingen einen Kirchenbauverein. Die Wirtschaftskrise und der Zweite Weltkrieg hatten zur Folge, dass mit dem Bau der Kirche zunächst noch zugewartet werden musste. Nach dem Zweiten Weltkrieg wurde der Aufbau einer eigenen Pfarrei zügig angegangen. Am 3. Dezember 1950 feierte der erste Pfarrrektor von Gerlafingen, Albert Rippstein, im Gemeindesaal des Ortes die erste Hl. Messe. Unter dessen Nachfolger, Pfr. Urs Guldimann, wurde die heutige Bruder Klaus Kirche errichtet und Gerlafingen als dritte Tochterpfarrei von Kriegstetten abgetrennt.
Am 26. November 1955 fand die Grundsteinlegung der Kirche Bruder Klaus statt. Diese erfolgte durch den Bischof von Basel und Lugano, Franziskus von Streng. Der Steinmetz Peter Fluri aus Gerlafingen schuf den Grundstein. Auf dessen Frontseite ist ein Kreuz mit überlangem Querbalken abgebildet, darüber ein Zitat des Hl. Bruder Klaus: Fried ist allweg in Gott, denn Gott ist der Fried. Am 2. Dezember 1956 weihte Bischof Franziskus von Streng die fertiggebaute Kirche zu Ehren des Hl. Bruder Klaus ein.
Heute gehört die Kirche Bruder Klaus Gerlafingen zum Pastoralraum Wasseramt West – Bucheggberg, zu dem auch die Kirchen von Kriegstetten, Biberist und Lohn-Ammannsegg gehören. Die Kirche wurde durch den Beschluss des Regierungsrats vom 14. März 2017 in das Verzeichnis der geschützten historischen Kulturdenkmäler aufgenommen.

## Baubeschreibung

### Äusseres der Kirche und Glockenturm
Unweit des Ortszentrums von Gerlafingen errichtete Architekt Fritz Metzger die Kirche Bruder Klaus als längsrechteckigen Sakralbau mit davorgestelltem, hohem Vorbau, dessen Dach als Fortführung des Kirchendaches gestaltet wurde. Da das Gotteshaus von der Hauptstrasse etwas zurückversetzt gebaut wurde, kommt dem an der Strasse errichteten Glockenturm die Aufgabe zu, den Passanten die Lage der Kirche anzuzeigen. Sowohl die äussere Gestalt als auch das Kircheninnere selbst verraten die gestalterische Nähe der Kirche Bruder Klaus Gerlafingen zu den beiden Kirchen St. Felix und Regula Zürich-Hard und St. Franziskus Riehen, die Fritz Metzger wenige Jahre zuvor errichtet hatte. Zwischen der Hauptstrasse und der nordöstlichen Flanke des Kirchengebäudes wurde das Pfarreizentrum gebaut, auf der südwestlichen Seite des Chorraumes steht das Pfarrhaus, das über die Sakristei mit der Kirche verbunden ist. Nordwestlich an die Kirche ist die Werktagskapelle angebaut, an deren dem Zugang zur Kirche zugewandten Ecke eine Statue des Kirchenpatrons, des Hl. Bruder Klaus, aufgestellt ist.
An der Hauptfassade der Kirche, zwischen den beiden Eingangsportalen, wurde mittig eine Steinmetzarbeit von Albert Schilling angebracht, die ein marianisches Relief trägt, dies in Anlehnung an die Frömmigkeit des Kirchenpatrons, des Hl. Bruder Klaus. Das Relief thematisiert die Lauretanische Litanei zu Ehren Muttergottes, die dort als Rosa mystica (als mystische Rose) angerufen wird. Umgeben ist die Rosa mystica von den 15 Perlen der drei Rosenkranzgeheimnisse.
Der Glockenträger wurde von Fritz Metzger als schmaler Betonturm gestaltet, an dessen Fassade ein grosses, vergoldetes Zifferblatt angebracht ist. In seinem Innern birgt er ein fünfstimmiges Geläute, das 1962 von der Firma H. Rüetschi in Aarau gegossen wurde. Die Glocken ertönen in einem Septimakkord in den Schlagtönen des' – f' – as' – b' – c''. 2017 wurden sämtliche Armaturen inklusive Klöppel ausgewechselt, die ProBell-Klöppel verhelfen dem Geläute seither zu einem schöneren Gesamtklang.

### Innenraum und künstlerische Ausstattung
Fritz Metzger nahm in der Gestaltung des Innenraums Bezug auf die Bevölkerung von Gerlafingen: So wie dies auch in der Pfarrei St. Felix und Regula Zürich-Hard der Fall war, arbeiteten zur Erbauungszeit etliche der Katholiken in den örtlichen Industriebetrieben oder lebten vom Gewerbe und vom Handel. Als Gegensatz zu dieser profanen Arbeitswelt sollte das Innere der Kirche Bruder Klaus als sakrales Zelt Gottes empfunden werden. So wie einst die Bundeslade das Volk Gottes im Alten Testament auf seiner Wanderung durch die Wüste begleitet hatte, sollte Gott – in der Realpräsenz im Tabernakel – auch in Gerlafingen in der in Form eines Zeltes geschaffenen Kirche Bruder Klaus mit den Pfarreiangehörigen unterwegs sein. Wie bei der Kirche St. Felix und Regula Zürich-Hard wird auch bei der Kirche Bruder Klaus Gerlafingen die Dachlast im Wesentlichen durch die schlanken, schrägen Betonstützen getragen, die noch einmal die Gestaltung der Kirche als Zelt Gottes unterstreichen. Durch diese Dachkonstruktion konnten die Aussenwände als dünne Ziegelmauern errichtet werden. Das Dach über dem Mittelschiff besteht aus einer flachen Betonkuppel, die an ihrer höchsten Stelle spitz zuläuft und so an die Form eines Zeltfirsts erinnert.
Das Kirchenschiff besitzt einen trapezförmigen Grundriss, dessen Ecken abgerundet wurden. An den Hauptraum schliesst sich der querovale Chor ohne Absetzung an. Die Stützen des Kirchenschiffs markieren längsseitig den Übergang vom Hauptschiff zu den beiden schmalen und etwas niedriger gehaltenen Seitenschiffen. Indem das Kirchenschiff ohne erkennbaren Übergang in den Chorraum mündet, verwischt die bis in die erste Hälfte des 20. Jahrhunderts übliche Unterscheidung von Kirchenschiff und Chor. Dadurch greift die Gestaltung der Kirche Bruder Klaus die Ideen der Liturgischen Bewegung auf respektive bildet einen Vorgriff auf die Vorgaben der Liturgiekonstitution des Zweiten Vatikanischen Konzils, die die Einheit von Priester und Gläubigen forderte. Die Kirchenbänke sind leicht geschwungen auf den Chorraum ausgerichtet, in dessen Zentrum der von Albert Schilling gestaltete Altar steht.
Auf der Frontseite des Altares sind drei Symbole zu erkennen, die für die Dreifaltigkeit stehen: links die Hand Gottes (Gottvater als Schöpfer der Welt), mittig das Kreuz (das auf Jesus Christus als Sohn Gottes verweist), schliesslich rechts die Taube (Symbol des Heiligen Geistes). Albert Schilling gestaltete diese Altarfront in Anlehnung an eine Vision des Hl. Bruder Klaus über die Dreifaltigkeit. Über dem Altar ist ein Kruzifix angebracht, wiederum von Albert Schilling geschaffen, von ihm stammt auch der Tabernakel, der vom Altar etwas abgesetzt aufgestellt ist. Auf der linken Seite des Chorraums ist eine barocke Marienstatue angebracht, rechts eine Statue des Kirchenpatrons, des Hl. Bruder Klaus. Der Kreuzweg ist in Form von Mosaiken an den Wänden der Seitenschiffe eingelassen. Der Kirchenboden ist mit Steinplatten belegt, unter den Bänken ist ein Belag aus Asphalt eingebaut, der wie in der Kirche St. Felix und Regula Zürich-Hard auf die profane Arbeitswelt der Gläubigen verweist. Die Glasfenster mit ihren abstrakten Formen schuf Paul Stöckli.

## Kapelle und Baptisterium
Die Werktagskapelle wurde an den Kirchenraum als Verlängerung gegen Norden angebaut und besitzt wie das Kirchenschiff einen trapezförmigen Grundriss, jedoch ohne abgerundete Ecken. Es handelt sich um einen schlichten, niedrig gehaltenen Raum, der sich wie das Kirchenschiff auch gegen den Altar hin leicht verjüngt. Mittels Schiebewand kann die Kapelle zur Kirche hin geöffnet werden. Von Paul Stöckli stammt das Glasfenster, das das Wirken des Hl. Bruder Klaus aufgreift.
Unter der Orgelempore befindet sich die Taufkapelle, deren Decke eine Flachkuppel besitzt. Der Taufstein samt seinem Deckel stammt von Jean Hutter, St. Niklausen.

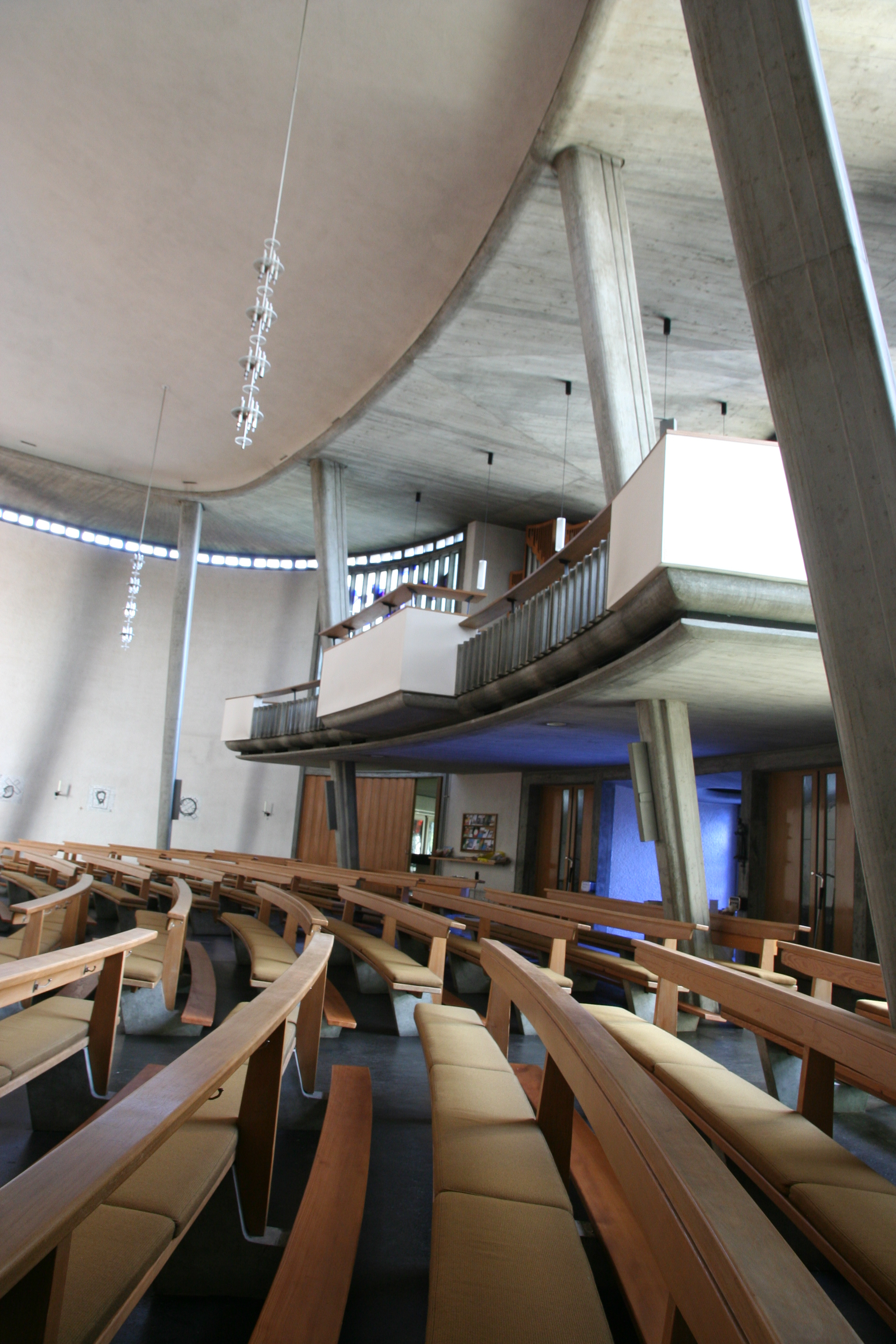
Orgelempore

### Orgel
1962 wurde auf der Empore eine erste Orgel aufgestellt. Es handelte sich um ein Mietistrument der Firma Späth, Rapperswil, mit 8 Registern, das 1950 erbaut worden war. 1975 wurde dieses durch die heutige Orgel ersetzt. Erbaut wurde sie durch die Firma Kuhn, Männedorf. Sie besitzt 21 Register, verteilt auf zwei Manuale und Pedal. Das Vorgängerinstrument wurde an die Kirchgemeinde Lohn-Ammannsegg verkauft, die es in ihrer Kirche Gut Hirt aufstellte. Auffallend ist, dass die Kuhn-Orgel nicht mittig aufgestellt wurde, sondern in der linken Ecke der Empore eingebracht ist.
| I Hauptwerk C–g3 |        |
| Principal        | 8′     |
| Koppel           | 8′     |
| Gambe            | 8′     |
| Oktave           | 4′     |
| Rohrflöte        | 4′     |
| Quinte           | 2 ⁄3′  |
| Oktave           | 2′     |
| Terz             | 1 3⁄5′ |
| Mixtur IV        | 1 ⁄3′  |

| II Positiv (schwellbar) C–g3 |       |
| Gedackt                      | 8′    |
| Salicional                   | 8′    |
| Principal                    | 4′    |
| Blockflöte                   | 4′    |
| Flageolet                    | 2′    |
| Quinte                       | 1 ⁄3′ |
| Cymbel III                   | 1⁄2′  |
| Schalmei                     | 8′    |
| Tremulant                    |       |

| Pedal C–f1 |     |
| Subbass    | 16′ |
| Gemshorn   | 8′  |
| Gambenbass | 8′  |
| Choralbass | 4′  |
| Fagott     | 16′ |